# Стегачёво
Стегачёво — деревня в Московской области России. Входит в городской округ Солнечногорск. Население — 19 чел. (2010).

## География
Деревня расположена на северо-западе Московской области, в западной части округа, примерно в 7 км к юго-западу от центра города Солнечногорска, с которым связана прямым автобусным сообщением, на правом берегу реки Истры, недалеко от Пятницкого шоссе Р111.
В деревне одна улица — Дачная. Ближайшие населённые пункты — деревни Ермолино, Кривцово и посёлок Лесное Озеро на противоположном берегу реки.

## История
В середине XIX века деревня Стегачева 1-го стана Клинского уезда Московской губернии принадлежала корнету Николаю Васильевичу Беклемишеву, в ней было 14 дворов, крестьян 54 души мужского пола и 52 души женского.
В «Списке населённых мест» 1862 года — владельческая деревня Клинского уезда по правую сторону Санкт-Петербурго-Московского шоссе, в 25 верстах от уездного города и 7 верстах от становой квартиры, при колодцах, с 13 дворами и 93 жителями (47 мужчин, 46 женщины).
По данным на 1899 год — деревня Солнечногорской волости Клинского уезда с 143 душами населения.
В 1913 году — 24 двора и грохотоплетельное заведение Попова.
По материалам Всесоюзной переписи населения 1926 года — деревня Кривцовского сельсовета Солнечногорской волости Клинского уезда в 9,6 км от станции Подсолнечная Октябрьской железной дороги, проживало 166 жителей (76 мужчин, 90 женщин), насчитывалось 33 крестьянских хозяйства.
С 1929 года — населённый пункт в составе Солнечногорского района Московского округа Московской области. Постановлением ЦИК и СНК от 23 июля 1930 года округа как административно-территориальные единицы были ликвидированы.
1929—1930 гг. — деревня Кривцовского сельсовета Солнечногорского района.
1930—1957, 1960—1963, 1965—1994 гг. — деревня Обуховского сельсовета Солнечногорского района.
1957—1960 гг. — деревня Обуховского сельсовета Химкинского района.
1963—1965 гг. — деревня Обуховского сельсовета Солнечногорского укрупнённого сельского района.
С 1994 до 2006 гг. деревня входила в Обуховский сельский округ Солнечногорского района.
С 2005 до 2019 гг. деревня включалась в Кривцовское сельское поселение Солнечногорского муниципального района.
С 2019 года деревня входит в городской округ Солнечногорск, в рамках администрации которого относится с территориальному управлению Кривцовское.

## Население
| 1852 | 1859 | 1890 | 1899 | 1926 | 1966 | 1998 |
| ---- | ---- | ---- | ---- | ---- | ---- | ---- |
| 106  | ↘93  | ↗117 | ↗143 | ↗166 | ↘137 | ↘17  |
| 2002 | 2010 |      |      |      |      |      |
| ↗24  | ↘19  |      |      |      |      |      |